# Arkadiusz Czartoryski
Arkadiusz Czartoryski (ur. 14 kwietnia 1966 w Ostrołęce) – polski polityk i samorządowiec, w latach 1998–2002 prezydent Ostrołęki, poseł na Sejm V, VI, VII, VIII, IX i X kadencji (od 2005), w latach 2005–2006 wiceminister spraw wewnętrznych i administracji, w latach 2022–2023 wiceminister sportu i turystyki.

## Życiorys
W 1991 ukończył studia historyczne z przygotowaniem pedagogicznym na Katolickim Uniwersytecie Lubelskim. W 2000 ukończył kurs obronny na Akademii Obrony Narodowej. W latach 1992–1997 pracował jako nauczyciel historii i wiedzy o społeczeństwie w katolickim liceum prowadzonym przez Stowarzyszenie „Pokój i Dobro” w Ostrołęce oraz w I Liceum Ogólnokształcącym im. Generała Józefa Bema w tym samym mieście. Od 1997 do 1998 pełnił funkcję dyrektora oddziału wojewódzkiego Państwowego Funduszu Rehabilitacji Osób Niepełnosprawnych w Ostrołęce. Działał w Stowarzyszeniu Sympatyków 5 Pułku Ułanów Zasławskich (w latach 1998–2002 jako członek zarządu tego stowarzyszenia). Był członkiem Zespołu Tańca Ludowego Ostrołęka. Był prezesem ligowej siatkarskiej drużyny kobiet Nike Ostrołęka. Został członkiem grupy rekonstrukcji historycznej 4 Pułku Piechoty Księstwa Warszawskiego. W wyborach samorządowych w 1998 uzyskał mandat radnego Ostrołęki z listy Akcji Wyborczej Solidarność. Od 1998 do 2002 sprawował urząd prezydenta tego miasta. W wyborach bezpośrednich na prezydenta miasta w 2002 przegrał w II turze z Ryszardem Załuską. Ponownie został wówczas radnym miejskim. Od 2003 do 2004 był członkiem zarządu, a w latach 2004–2005 wicemarszałkiem województwa mazowieckiego.
Działał w Zjednoczeniu Chrześcijańsko-Narodowym i Przymierzu Prawicy, następnie przystąpił do Prawa i Sprawiedliwości. W wyborach parlamentarnych w 2005 został wybrany na posła na Sejm V kadencji z okręgu siedleckiego liczbą 14 753 głosów. W listopadzie 2005 powołano go na stanowisko sekretarza stanu w Ministerstwie Spraw Wewnętrznych i Administracji. W maju 2006 zrezygnował ze stanowiska, dymisję przyjęto w tym samym miesiącu. W czerwcu 2007 został powołany na sekretarza klubu parlamentarnego Prawa i Sprawiedliwości.
W wyborach parlamentarnych w 2007 po raz drugi uzyskał mandat poselski, otrzymując 22 030 głosów. W wyborach do Sejmu w 2011 z powodzeniem ubiegał się o reelekcję, dostał 17 516 głosów. W wyborach w 2015 został ponownie wybrany do Sejmu, otrzymując 24 747 głosów. Był głównym autorem projektu tzw. ustawy dezubekizacyjnej, uchwalonej w Sejmie VIII kadencji. Bez powodzenia startował w wyborach do Parlamentu Europejskiego w 2019.
W wyborach krajowych w tym samym roku uzyskał natomiast mandat posła na Sejm IX kadencji, otrzymując 22 457 głosów. Został następnie wybrany zastępcą przewodniczącego Komisji Administracji i Spraw Wewnętrznych, zasiadł również w Komisji Gospodarki Morskiej i Żeglugi Śródlądowej oraz Komisji Obrony Narodowej. 25 czerwca 2021 wystąpił z klubu parlamentarnego PiS, współtworząc koło poselskie Wybór Polska. Niespełna dwa tygodnie później dołączył do Partii Republikańskiej, a także powrócił do KP PiS.
W lipcu 2022 został sekretarzem stanu w Ministerstwie Sportu i Turystyki oraz pełnomocnikiem rządu ds. rozwoju sportu dzieci i młodzieży. W 2023 został wybrany na posła X kadencji (z wynikiem 15 845 głosów). Po tych wyborach zrezygnował następnie z objęcia mandatu w Parlamencie Europejskim, który zwolnił Zbigniew Kuźmiuk. W grudniu 2023 zakończył pełnienie funkcji wiceministra. Po przyłączeniu się Partii Republikańskiej do Prawa i Sprawiedliwości Arkadiusz Czartoryski ponownie został członkiem tego ugrupowania.
W 2024 przystąpił do Zakonu Rycerzy Świętego Jana Pawła II Wielkiego.

## Odznaczenia i wyróżnienia
- Srebrny Medal „Za zasługi dla obronności kraju”
- Medal „Pro Memoria” – 2009[17]
- Srebrna Odznaka „Zasłużony Działacz Kultury Fizycznej”
- Krzyż Kawalerski Orderu Zasługi Republiki Węgierskiej (cywilny) – 2004[18]